# 마르셀 슐루트
마르셀 슐루트(Marcel Schlutt, 1977년 8월 1일 ~ )는 독일의 모델, 포르노 배우, 사진가이다.